# Французская социологическая школа
Французская социологическая школа — направление во французской социологии, основанное Э. Дюркгеймом и объединённое вокруг созданного им журнала «L'Année Sociologique». Представители французской социологической школы — М. Мосс, Леви-Брюль, С. Бугле, Ж. Дави, П. Лапи, П. Фоконне, М. Хальбвакс.

## Зарождение французской социологической школы
Как научное направление школа сформировалась вокруг издаваемого Дюркгеймом журнала «Социологический ежегодник» (выходил в 1898—1913 и в 1925-27, деятельность школы продолжалась и после прекращения издания журнала вплоть до Второй мировой войны), в котором печатались статьи, монографии, обзоры представителей школы. Ядро школы составляли социологи Дюркгейм, Мосс (возглавил школу и журнал после смерти Дюркгейма в 1917), Л. Леви-Брюль, С. Бугле, Ж. Дави, П. Лапи, Р. Герц, П. Фоконне, М. Хальбвакс), однако в издании журнала и в деятельности школы участвовали крупные экономисты, правоведы, этнографы, историки, лингвисты и т. д. Эта школа начала свою деятельность на рубеже XIX—XX вв., а распалась уже в 1930-х гг.

## Основные положения
- С точки зрения Французской социологической школы общество — это система нравственных связей между людьми, которые как бы навязывались им и обладали принудительной силой.
- Общество необходимо изучать через изучение социальных фактов причём только в категориях социального (социальные факты — явления социальной жизни, внешние по отношению к отдельным индивидуумам, не зависящие от их субъективных побуждений и обладающие в отношении этих субъектов принудительной силой).
- Сознание человека существует в двух формах: индивидуальное и коллективное, последнее при этом проявляется в виде «коллективных представлений», которые обеспечивают устойчивость общества.
- Функция культуры, в том числе и религии, заключается в том, чтобы через коллективные представления объединять общество.

## Особенности французской социологической школы
Особенности французской социологической школы состояли в следующем. В теоретическом плане её представителей сближало использование в качестве методологии социологического анализа позитивизма. Центральной, интегрирующей идеей стала концепция социальной солидарности Дюркгейма и стремление реализовать в либеральных позициях мирное разрешение классовых противоречий, учёт интересов беднейших слоев населения.
Здесь же основными положениями стало:
- выделение социальной действительности (как сферы бытия и деятельности) по отношению к биологической (природа) или психической (внутренний мир индивида);
- утверждение объективного, надындивидуального характера общества, его определяющей роли в регулировании индивидуального поведения, его функционального характера;
- определение социологии как самостоятельной, объективной, позитивной науки о социальной действительности, интегрирующей в себя все антропологические науки.

## Основные направления исследований школы
Основными направлениями исследований школы были: общая социология, её теоретические проблемы, особенно социальная морфология (структура общества); социология религии; социология права; социология морали. Её представители тесно сотрудничали с экономистами, правоведами, лингвистами, историками, культурологами и т. д. В этом нашла своё отражение реализация замысла Дюркгейма о превращении социологии в систему социальных наук. Для школы был характерен не только высокий уровень научной интеграции (хотя не все идеи Дюркгейма разделялись в полной мере участниками творческого сообщества), но и наличие дружеских связей и регулярного общения между её представителями.